# Kowali (taniec)

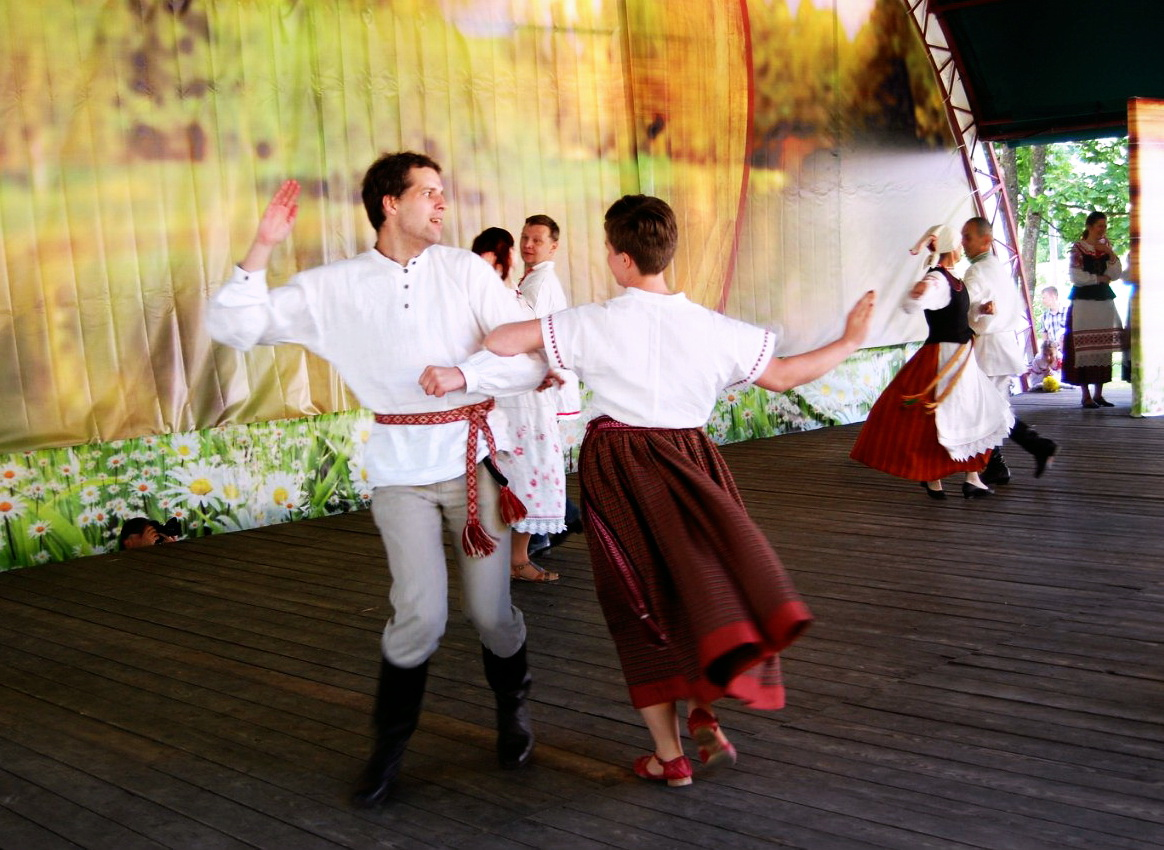
Taniec Kowali

Kowali (taniec) – ukraiński taniec ludowy, który pokazuje pracę kowali w kuźni. Taniec wykonywany przez mężczyzn i jest tańcem korowodowym 
Trzech mężczyzn stoi w jednej linii. Pierwszy mężczyzna w linii wykonuje rolę "kowala", a inni mężczyźni są pomocnikami kowala.